# 北京市科学技术研究院
39°56′50″N 116°18′12″E / 39.947147°N 116.303393°E

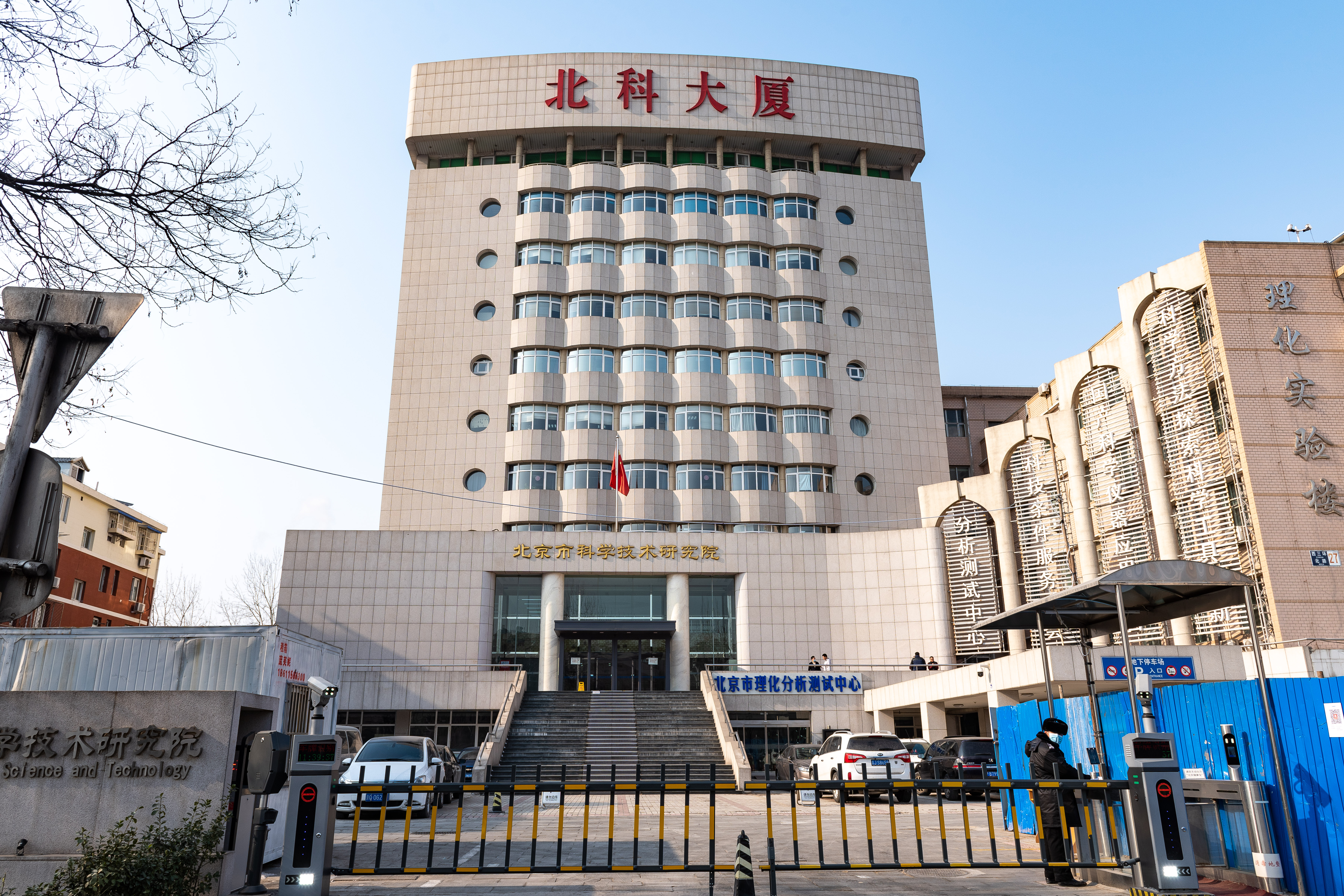
北科大厦

北京市科学技术研究院，位于北京市海淀区西三环北路27号北科大厦，是北京市属多学科、综合性、跨行业的大型科技研发机构，也是中华人民共和国最大的地方科研院。

## 简介
1984年12月15日，北京市人民政府决定成立北京市科学技术研究院，院机关人员由北京市科学技术委员会现有人员中抽调。该院归口北京市科学技术委员会管理，实行委院分开、政研分开，将北京市科学技术委员会直属单位划归北京市科学技术研究院领导。1984年，根据《北京市人民政府办公厅关于成立北京市科学技术研究院的通知》（京政办发〔1984〕121号），设立北京市科学技术研究院。2007年，北京市科学技术研究院被正式列入北京市财政一级预算单位。北京市科学技术研究院是北京市人民政府直属事业单位。

## 历任领导
| 院长 …… - 龚堡（？—1998年） - 曹凤国（1998年—2006年） - 丁辉（2006年—2017年5月） - 郭广生（2017年5月—2019年12月） | 党委书记 …… - 王孝东（2002年4月—2003年9月） - 卢晓明（2003年—2011年6月） - 苗立峰（2011年6月—） |

## 下属机构

### 公益型研究所
- 北京市劳动保护科学研究所
- 北京市理化分析测试中心
- 轻工业环境保护研究所
- 中国轻工业清洁生产中心
- 北京市辐射中心
- 北京市科学技术情报研究所
- 北京科技经济信息联合中心
- 北京城市系统工程研究中心
- 北京决策咨询中心
- 北京科学学研究中心

### 应用开发型研究所
- 北京市电加工研究所
- 北京市计算中心
- 北京市营养源研究所
- 北京自动测试技术研究所
- 北京实验动物研究中心
- 北京市新技术应用研究所
- 北京市太阳能研究所集团有限公司
- 北京市射线应用研究中心

### 科普场馆
- 北京天文馆
- 北京自然博物馆
- 北京麋鹿生态实验中心

### 科技服务机构
- 北京科学技术出版社有限公司
- 北京国际科技服务中心
- 北京对外科学技术交流中心
- 北京市科学技术研究院研修中心
- 北京市科学器材公司
- 北京科力新技术发展总公司
- 北京北科创业投资有限公司
- 北京北科永丰科技发展有限公司
- 北京燕科物业管理有限责任公司